# 日進號裝甲巡洋艦
| 装甲巡洋艦 日進 | |
| 艦歷            | |
| 策劃            | |
| 動工            | 1902年3月29日                                                                                             |
| 下水            | 1903年2月9日                                                                                              |
| 編役            | 1904年1月7日                                                                                              |
| 除役            | 1935年4月1日                                                                                              |
| 報廢            | 1935年火砲實驗時翻覆                                                                                      |
| 出廠性能        | |
| 排水量          | 基準：7,700噸                                                                                             |
| 全長            | 105.0公尺                                                                                                 |
| 寬度            | 18.7公尺                                                                                                  |
| 吃水深度        | 7.29公尺                                                                                                  |
| 動力來源        | 煤炭 |
| 最高速          | 20.0節 |
| 續航力          | |
| 裝載人員        | 568名 |
| 裝甲            | |
| 武器            | 雙聯裝203毫米速射炮W型4門 15.2cm（40口徑）單裝砲14門 7.6cm（40口徑）單裝砲8門 45.7cm水中魚雷發射管單裝4門 |

日進號裝甲巡洋艦，在日俄戰爭時期活躍於戰場，為前日本帝國海軍之裝甲巡洋艦春日型二號艦，屬第一級巡洋艦（裝甲巡洋艦）。

## 摘要
在爆發日俄戰爭時，日本海軍向阿根廷海軍購買一艘名為馬里亞諾 莫雷諾(Mariano Moreno)的約瑟夫 加里波第級(Giuseppe Garibaldi-class)裝甲巡洋艦。
最初於旅順封鎖戰中，第三艦隊其中兩艘戰艦（八島及初瀨）因觸雷而損毀，因而使同級戰艦「春日」及「日進」被重新編組成第一艦隊，並成為黃海海戰及日本海海戰的主力。

## 記事
- 1902年3月29日－阿根廷海軍購買裝甲巡洋艦“莫雷諾”。
- 1903年2月9日－下水儀式。
  - 12月30日－被日本海軍收購。
- 1904年2月2日－日本海軍將其列為第一級巡洋艦，並命名為日進。
  - 2月7日－完工。
  - 2月16日－駛回橫須賀港。隸屬第三艦隊及第五艦隊。
  - 5月30日－改編入第一艦隊，並成為的主力艦。
  - 8月10日－參加在黃海海戰。
- 1905年5月27日－參加日本海海戰。
  - 7月4日－編入第三艦隊及第五艦隊，參加佔領庫頁島的戰役。
- 1906年－編入第一艦隊－並成為的主力艦。
- 1914年－第一次世界大戰爆發，執行護衛北太平洋、婆羅洲、新加坡及南太平洋的任務。
- 1917年4月29日－隸屬第一艦隊，執行澳大利亞地區及印度洋上的船隻護航任務。
- 1918年11月22日－隸屬第二艦隊，由位處地中海的馬爾他共和國基地出發，護衛船隻後，由德意志帝國所屬潛艇護送回航。
- 1921年9月1日－編制為一等海防艦
- 1922年4月4日－前往西伯利亞進行海防任務。
- 1931年6月1日－編制為海防艦。
- 1935年4月1日－除役，成為第6號廢艦。
  - 10月9日，實驗大和級戰艦所使用之46厘米砲彈時，因進水導致船隻翻覆。
  - 10月12日，由深田海事工業公司拖離並解體。

## 歷任船長
- 山中柴吉 上校：1909年12月1日 - 1910年10月26日
- 九津見雅雄 上校：1913年5月24日 - 6月3日
- 川原袈裟太郎 上校：1914年5月27日 - 1915年5月1日
- 増田高頼 上校：1915年5月1日 - 1915年12月13日
- 島内桓太 上校：1915年12月13日 - 1916年12月1日
- 小牧自然 上校：1916年12月1日 - 1917年12月26日
- 長谷川清 上校：1926年5月1日 - 12月1日